# Yukuben (langue)
Pour les articles homonymes, voir Yukuben.
Le yukuben (ou ayikiben, balaabe, balaaben, boritsu, gohum, nyikobe, nyikuben, uuhum, uuhum-gigi) est une langue jukunoïde, parlée principalement au Nigeria par environ 15 000 personnes (1992) dans une vingtaine de villages de l'État de Taraba, également de l'autre côté de la frontière au Cameroun, par environ 950 personnes (1986), dans la région du Nord-Ouest, le département du Menchum, à l'ouest de Furu-Awa.